# Scott Lawrence
Scott Lawrence (Los Angeles, 27 september 1963) is een Amerikaans acteur en stemacteur.

## Biografie
Lawrence studeerde elektrotechniek aan de University of Southern California in zijn geboorteplaats Los Angeles. Na enige tijd besefte hij dat hij dit niet wilde, en stopte met de opleiding. In het volgende studiejaar ging hij terug naar de universiteit en ging op aanraden van zijn vrienden naar de toneelopleiding aldaar en haalde daar in 1986 zijn bachelor of fine arts.
Lawrence begon met acteren in 1987 met de televisieserie Murder, She Wrote. Lawrence is ook actief als stemacteur in videogames zoals in diverse spellen van Star Wars als Darth Vader en Command & Conquer.
Lawrence is vader van twee zonen.

## Filmografie

### Films
Uitgezonderd korte films
- 2019 Stuber – als dr. Branch
- 2016 Dr. Del – als Cooter Yelverton
- 2015 Take It from Us – als officier Turman
- 2015 Equals – als Mark
- 2015 Quitters – als Todd
- 2015 Danny Collins – als dr. Kurtz
- 2014 Into the Storm – als schoolhoofd Thomas Walker
- 2013 Star Trek: Into Darkness – als U.S.S. officier
- 2013 The Host – als Doc
- 2012 A Green Story – als Eric
- 2010 The Social Network – als Maurice
- 2009 Avatar – als hoofd van de Venture Star crew
- 2007 Them – als pastoor Don DeMellow
- 2004 Party Wagon – als Lewis Clark Jefferson
- 1997 Perfect Crime – als kapitein Jackson
- 1997 To Dance with Olivia – als Ranse Shipley
- 1997 Turbulence – als Felix
- 1996 Celtic Pride – als Ted Hennison
- 1995 Everybody Can Float – als Jack
- 1994 Timecop – als Spota
- 1994 When the Bough Breaks – als sergeant Footman
- 1993 Laurel Avenue – als Keith Arnett
- 1992 Ruby – als Dillon

### Televisieseries
Uitgezonderd eenmalige gastrollen.
- 2024 Sugar - als dr. Vickers - 2 afl.
- 2021 Home Before Dark - als Mackenzie Johnson jr. - 7 afl.
- 2018 – 2020 Star Wars Resistance – als Jarek Yeager (stem) – 35 afl.
- 2019 Unbelievable – als speciaal agent Billy Taggart – 5 afl.
- 2017 – 2018 Mr. Mercedes – als Pete Dixon – 9 afl.
- 2017 Legion – als dr. Poole – 3 afl.
- 2017 Suits – als James Palmer – 2 afl.
- 2016 Rectify – als Avery – 4 afl.
- 2016 The Grinder – als rechter Adams – 3 afl.
- 2015 Getting On – als Darnell Ortley – 3 afl.
- 2015 Fear the Walking Dead – als Art Costa – 2 afl.
- 2012 Sons of Anarchy – als hulpofficier van justitie – 2 afl.
- 2009 - 2010 24 – als Ben Landry – 2 afl.
- 2001 – 2005 JAG – als Sturgis Turner / zeeman Thomas – 76 afl.
- 1999 – 2000 Get Real – als schoolhoofd Bybee – 6 afl.
- 1993 Trade Winds – als Junior Hall – miniserie
- 1990 Bagdad Cafe – als Juney – 6 afl.

### Computerspelen
- 2024 Star Wars: Outlaws - als stem
- 2023 Star Wars Jedi: Survivor - als Darth Vader
- 2021 Star Wars: Tales from the Galaxy's Edge - Last Call - als Darth Vader
- 2021 Ground Zero Texas: Nuclear Edition - als Pike
- 2020 Star Wars: Squadrons – als Darth Vader
- 2019 Vader Immortal: A Star Wars VR Series - Episode III – als Darth Vader
- 2019 Star Wars Jedi: Fallen Order – als Darth Vader
- 2019 Vader Immortal: A Star Wars VR Series - Episode II – als Darth Vader
- 2019 Vader Immortal: A Star Wars VR Series - Episode I – als Darth Vader
- 2019 The Division 2 – als generaal Antwon Ridgeway
- 2016 Mafia III – als stem
- 2008 Command & Conquer 3: Kane's Wrath – als stem
- 2007 Command & Conquer 3: Tiberium Wars – als stem
- 2006 Star Wars: Empire at War – als Darth Vader
- 2005 Star Wars: Battlefront II – als Darth Vader
- 2005 EverQuest II: Desert of Flames – als stem
- 2005 Episode III – Revenge of the Sith – als Darth Vader
- 2003 Star Wars: Rogue Squadron III – Rebel Strike – als Darth Vader
- 2002 Star Wars: Racer Revenge – als Darth Vader
- 2001 Star Wars: Rogue Squadron II – Rogue Leader – als Darth Vader
- 2001 Star Wars: Super Bombad Racing – als Darth Vader
- 2001 Star Wars: Away Team – als Slovaak
- 2001 Star Wars: Galactic Battlegrounds – als Darth Vader
- 2000 Star Wars: Force Commander – als Darth Vader
- 1998 Star Wars: Rebellion – als Darth Vader
- 1995 Star Wars: Dark Forces – als Darth Vader
- 1995 Star Wars: Rebel Assault II – the Hidden Empire – als Darth Vader
- 1994 Star Wars: TIE Fighter – als Darth Vader
- 1993 Ground Zero Texas – als Pike

- International Standard Name Identifier: 0000 0005 1417 4308
- Library of Congress Control Number: n2012050630
- MusicBrainz: 50331474-8ed7-4ff5-88c7-01c23b3c20d9
- Virtual International Authority File: 315084185